# Noc teczek

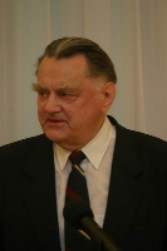
Jan Olszewski

Noc teczek – sformułowanie używane w  publicystyce na określenie wydarzeń nocy z 4 na 5 czerwca 1992, związanych z odwołaniem rządu Jana Olszewskiego. Przyczyną odwołania była sprawa lustracji życia publicznego w Polsce. Było to jedno z największych przesileń w polskiej polityce.

## Historia
Rząd mniejszościowy Jana Olszewskiego (z ramienia Porozumienia Centrum) był pierwszym po II wojnie światowej rządem w Polsce wyłonionym przez Sejm (I kadencja) po całkowicie wolnych wyborach w październiku 1991. Jednymi z najważniejszych celów rządu  było przyspieszenie reform politycznych i dekomunizacja sfery publicznej. Rząd nie cieszył się wsparciem prezydenta RP Lecha Wałęsy, a konflikt polityczny z ośrodkiem prezydenckim zaostrzał się. Jednym z przedmiotów sporu z obozem prezydenckim i wspierającymi go stronnictwami parlamentarnymi była kwestia wynegocjowania wycofania wojsk rosyjskich z terytorium Polski. Od początku istnienia rządu, tj. od grudnia 1991, było wiadome, że nie przetrwa on pełnej kadencji Sejmu. Partie koalicji miały zaledwie 114 posłów (z 460), a rząd powołano tylko dzięki nieoczekiwanemu poparciu Polskiego Stronnictwa Ludowego. Często zmieniali się ministrowie, a rząd przegrywał najważniejsze głosowania. 
Wiosną 1992 w Ministerstwie Spraw Wewnętrznych działał Wydział Studiów utworzony przez Piotra Woyciechowskiego na polecenie Antoniego Macierewicza, ministra spraw wewnętrznych. W maju 1992 wyniki pracy zespołu były już w znacznym stadium zaawansowania do podania informacji o współpracy z komunistyczną bezpieką parlamentarzystów oraz najwyższych rangą urzędników. 9 maja 1992 Unia Demokratyczna (największa partia w Sejmie) podjęła wstępną decyzję o złożeniu wniosku o wotum nieufności dla Jana Olszewskiego. 26 maja Lech Wałęsa ogłosił wycofanie swego poparcia dla rządu. W obliczu groźby odwołania rządu, 28 maja poseł Janusz Korwin-Mikke złożył projekt uchwały lustracyjnej, ujawniającej nazwiska posłów, senatorów, ministrów, wojewodów, sędziów i prokuratorów będących tajnymi współpracownikami Urzędu Bezpieczeństwa i Służby Bezpieczeństwa w latach 1945–1990, która została przyjęta przez Sejm. Następnego dnia (29 maja) opozycja złożyła wniosek o wotum nieufności dla rządu Olszewskiego. Realizując wykonanie uchwały, 4 czerwca zostały dostarczone do Sejmu teczki z listą tajnych współpracowników, tzw. listą Macierewicza (zawierającą 64 nazwiska). Na drugiej liście, dostarczonej jedynie kilku najważniejszym osobom w państwie, figurowały nazwiska Lecha Wałęsy i marszałka Sejmu Wiesława Chrzanowskiego. Koperty z nazwiskami osób zarejestrowanych jako agenci wręczono tuż po godzinie 10:00 szefom klubów parlamentarnych. Wniosek o wotum nieufności poparło 273 posłów, przeciwko było 119.

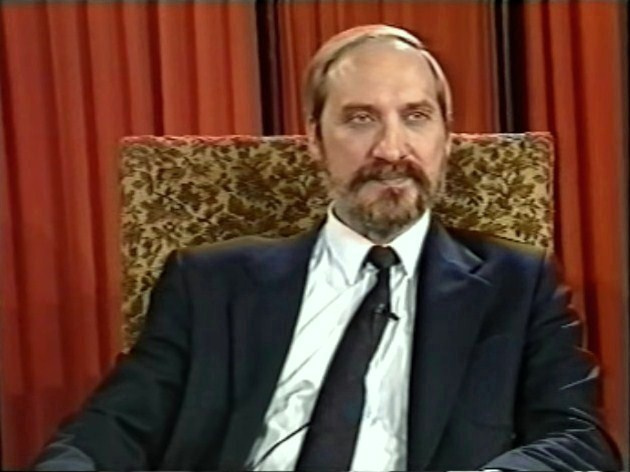
Antoni Macierewicz

4 czerwca, w południe Kancelaria Prezydenta RP przesłała do Polskiej Agencji Prasowej oświadczenie, w którym Lech Wałęsa przyznał się do współpracy ze Służbą Bezpieczeństwa:

Aresztowano mnie wiele razy. Za pierwszym razem, w grudniu 1970 roku, podpisałem 3 albo 4 dokumenty. Podpisałbym prawdopodobnie wtedy wszystko, oprócz zgody na zdradę Boga i Ojczyzny, by wyjść i móc walczyć. Nigdy mnie nie złamano i nigdy nie zdradziłem ideałów ani kolegów.

Po kilkudziesięciu minutach oświadczenie zostało jednak wycofane, a Wałęsa uznał materiały SB za „sfabrykowane”. W Sejmie rozpoczęły się gorączkowe konsultacje Wałęsy z liderami ugrupowań przeciwnych rządowi (Kongres Liberalno-Demokratyczny, Konfederacja Polski Niepodległej, Unia Demokratyczna) i Polskiego Stronnictwa Ludowego. W sejmowym gabinecie Lecha Wałęsy odbyła się nocna narada, z udziałem m.in. Tadeusza Mazowieckiego, Bronisława Geremka, Mieczysława Wachowskiego, Donalda Tuska, Leszka Moczulskiego, Waldemara Pawlaka, Stefana Niesiołowskiego i Ryszarda Bugaja. Spotkanie zostało zarejestrowane kamerą VHS, a nagranie zachowało się. W trakcie konsultacji ukształtowała się tymczasowa koalicja (przy poparciu Sojuszu Lewicy Demokratycznej) zdolna do odwołania rządu Olszewskiego. Większość parlamentarzystów uznała, że ujawnienie przeszłości niektórych ważnych osób naruszy ich pozycje. Zwolennicy odwołania Olszewskiego (politycy, jak i dziennikarze) rozpuszczali plotki o użyciu przez rząd Jednostek Nadwiślańskich, co miało być elementem rzekomego puczu. Późniejsze dochodzenie przeprowadzone przez komisję sejmową nie potwierdziło tego rodzaju zarzutów, a późniejsze postępowania lustracyjne potwierdziły większość ustaleń Antoniego Macierewicza.

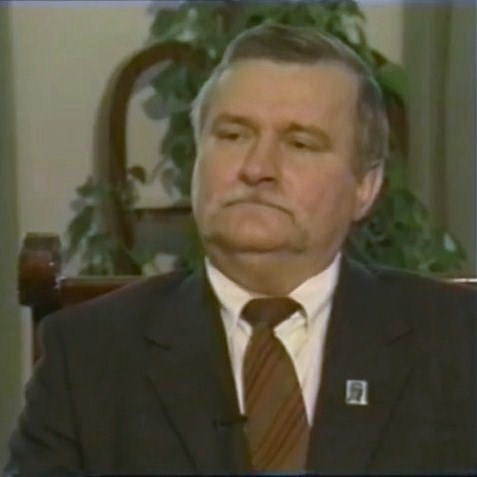
Lech Wałęsa

4 czerwca, w wieczornym przemówieniu telewizyjnym premier Olszewski powiedział:

Uważam, że naród polski powinien mieć poczucie, iż wśród tych, którzy nim rządzą, nie ma ludzi pomagających UB i SB utrzymywać Polaków w zniewoleniu. Uważam, że dawni współpracownicy komunistycznej policji politycznej mogą być zagrożeniem dla bezpieczeństwa wolnej Polski. Naród powinien wiedzieć, że nieprzypadkowo właśnie w chwili, kiedy możemy ostatecznie oderwać się od komunistycznych powiązań, staje się nagły wniosek o odwołanie rządu.

Rząd Olszewskiego został odwołany w ciągu 15 godzin od dostarczenia listy Macierewicza do Sejmu. Wniosek o natychmiastowe odwołanie premiera i rządu złożył prezydent Lech Wałęsa. 5 czerwca 1992 Waldemar Pawlak został desygnowany przez Lecha Wałęsę i Sejm na stanowisko prezesa Rady Ministrów. 19 czerwca 1992 Trybunał Konstytucyjny orzekł, że uchwała lustracyjna była sprzeczna z konstytucją Polski.
Sformułowanie noc teczek nie oddaje charakteru tamtych wydarzeń. Teczki, z których Antoni Macierewicz sporządził raport, cały czas leżały w archiwum służb specjalnych. Jedynymi dokumentami jakie otrzymali politycy (szefowie klubów) były zalakowane koperty z listami przygotowanymi na podstawie uchwały Sejmu z 28 maja 1992. Koperty zostały im dostarczone po godzinie 10 rano, a nie w nocy, na co wskazywałoby sformułowanie.
Interpretacja wydarzeń nocy teczek została opisana w książce Jacka Kurskiego i Piotra Semki „Lewy czerwcowy” z 1993. Film „Nocna zmiana” z 1994 zrealizowany przez Jacka Kurskiego na podstawie tej książki przypominany był przy okazji kampanii wyborczych w roku 2005 i 2007. Obydwa te wydawnictwa wzbudzają kontrowersje, a ich autorzy oskarżani są o tendencyjny dobór materiałów i wykorzystywanie ich do celów walki politycznej. Noc teczek, a właściwie jej konsekwencje opisuje też piosenka zespołu Kult – „Lewy czerwcowy” (z płyty „Ostateczny krach systemu korporacji”).